# Bernau im Schwarzwald (Landschaftsschutzgebiet)
Das Landschaftsschutzgebiet Bernau im Schwarzwald ist ein mit Verordnung der Unteren Naturschutzbehörde beim Landratsamt Waldshut vom 28. September 2000 ausgewiesenes Schutzgebiet auf der Markung der Gemeinde Bernau im Schwarzwald im Landkreis Waldshut in Baden-Württemberg.

## Lage und Beschreibung
Das rund 3200 Hektar große Schutzgebiet umfasst die gesamte Gemarkung der Gemeinde Bernau im Schwarzwald, soweit die Gemarkung Bernau nicht im Naturschutzgebiet Feldberg liegt. Ausgenommen vom Landschaftsschutzgebiet sind darüber hinaus die Siedlungsbereiche sowie die sich unmittelbar anschließenden land- und forstwirtschaftlich genutzten Flächen. Es gehört zum Naturraum 155-Hochschwarzwald innerhalb der naturräumlichen Haupteinheit 15-Schwarzwald.

## Schutzzweck
Wesentlicher Schutzzweck ist laut Schutzgebietsverordnung die Erhaltung der typischen Schwarzwaldlandschaft, die mit ihren großflächigen Weidfeldern und Mähwiesen sowie Waldgebieten in unterschiedlichen Höhenlagen und Geländeneigungen einen zusammenhängenden ökologischen Raum von besonderer Eigenart, Vielfalt und Schönheit darstellt, der bedeutende Erholungsfunktionen für die Allgemeinheit erfüllt.